# Lista de episódios de Prison Break
O anexo a seguir é uma lista de episódios da série de televisão dramática Prison Break. O programa teve sua estreia nos Estados Unidos pela FOX no dia 29 de agosto de 2005. Após a transmissão de treze episódios, a série saiu do ar por quatro meses, retornando em 20 de março de 2006. O final da primeira temporada foi ao ar em 15 de maio de 2006. Um calendário similar foi aplicado para a segunda temporada, com estreia nos Estados Unidos em 21 de agosto de 2006. A temporada foi novamente dividida em dois blocos, mas com uma curta pausa. Depois de oito semanas em hiato, reiniciou no dia 22 de janeiro de 2007, tendo seu fim em 2 de abril. A terceira temporada começou em 17 de setembro com oito episódios transmitidos. Uma pausa no final de 2007 aconteceu até a continuação da temporada em 14 de janeiro de 2008 com mais cinco episódios que haviam sido produzidos. A quarta temporada estreou no dia 1 de Setembro de 2008 e é composta de 22 episódios. Foram transmitidos os primeiros 16 episódios, ao que se seguiu mais um hiato, regressando a série no dia 17 de Abril. O season finale foi transmitido no dia 15 de Maio, com um episódio duplo.

## Lista de temporadas
| Temporada | Temporada | Episódios | Especiais | Exibição    | Lançamento em DVD     | Lançamento em DVD      | Lançamento em DVD      |
| Temporada | Temporada | Episódios | Especiais | Exibição    | Região 1              | Região 2               | Região 4               |
| --------- | --------- | --------- | --------- | ----------- | --------------------- | ---------------------- | ---------------------- |
|           | Primeira  | 22        | 1         | 2005 – 2006 | 8 de agosto de 2006   | 18 de setembro de 2006 | 13 de setembro de 2006 |
|           | Segunda   | 22        | 1         | 2006 – 2007 | 4 de setembro de 2007 | 20 de agosto de 2007   | 19 de setembro de 2007 |
|           | Terceira  | 13        | 1         | 2007 – 2008 | 12 de agosto de 2008  | 19 de maio de 2008     | 3 de dezembro de 2008  |
|           | Quarta    | 24        | 0         | 2008 – 2009 | 2 de junho de 2009    | 6 de julho de 2009     | 8 de julho de 2009     |
|           | Quinta    | 9         | 0         | 2017        |                       |                        |                        |

## 1ª Temporada: 2005-2006
A primeira temporada contém 22 episódios, que foram originalmente transmitidos nos Estados Unidos entre 29 de agosto de 2005 e 15 de maio de 2006. O enredo gira em torno do plano de Michael Scofield para tirar seu irmão Lincoln Burrows da prisão. Abrange aproximadamente seis semanas das vidas dos personagens, todo o tempo em que Michael permaneceu na Penitenciária Estadual de Fox River. Em Portugal, a primeira temporada foi transmitida entre os dias 7 de janeiro e 18 de março de 2007. No Brasil, entre os dias 10 de outubro de 2005 e 16 de outubro de 2006.
| N.º geral | N.º na temp. | Título                                 | Título em português       | Dirigido por           | Escrito por                | Exibição original      | Cód. de produção | Audiência (milhões) |
| --------- | ------------ | -------------------------------------- | ------------------------- | ---------------------- | -------------------------- | ---------------------- | ---------------- | ------------------- |
| 1         | 1            | "Pilot"                                | Em Busca da Verdade       | Brett Ratner           | Paul Scheuring             | 29 de agosto de 2005   | 1AKJ79           | 10.51               |
| 2         | 2            | "Allen"                                | Acerto de Contas          | Michael W. Watkins     | Paul Scheuring             | 29 de agosto de 2005   | 1AKJ01           | 10.51               |
| 3         | 3            | "Cell Test"                            | Teste do Celular          | Brad Turner            | Michael Pavone             | 5 de setembro de 2005  | 1AKJ02           | 8.49                |
| 4         | 4            | "Cute Poison"                          | A Volta de Sucre          | Matt Earl Beesley      | Matt Olmstead              | 12 de setembro de 2005 | 1AKJ03           | 9.15                |
| 5         | 5            | "English, Fitz or Percy"               | A Transferência           | Randall Zisk           | Zack Estrin                | 19 de setembro de 2005 | 1AKJ04           | 7.96                |
| 6         | 6            | "Riots, Drills and the Devil (Part 1)" | A Rebelião 1ª Parte       | Robert Mandel          | Nick Santora               | 26 de setembro de 2005 | 1AKJ05           | 8.55                |
| 7         | 7            | "Riots, Drills and the Devil (Part 2)" | A Rebelião 2ª Parte       | Vern Gillum            | Karyn Usher                | 3 de outubro de 2005   | 1AKJ06           | 9.48                |
| 8         | 8            | "The Old Head"                         | Perseguição               | Jace Alexander         | Monica Macer               | 24 de outubro de 2005  | 1AKJ07           | 10.12               |
| 9         | 9            | "Tweener"                              | Um Novo Chefe             | Matt Earl Beesley      | Paul Scheuring             | 31 de outubro de 2005  | 1AKJ08           | 9.01                |
| 10        | 10           | "Sleight of Hand"                      | De Volta ao Plano de Fuga | Dwight H. Little       | Nick Santora               | 7 de novembro de 2005  | 1AKJ09           | 8.06                |
| 11        | 11           | "And Then There Were 7"                | 7 é Demais                | Jesús Salvador Treviño | Zack Estrin                | 14 de novembro de 2005 | 1AKJ10           | 9.58                |
| 12        | 12           | "Odd Man Out"                          | Perdão Fatal              | Bobby Roth             | Karyn Usher                | 21 de novembro de 2005 | 1AKJ11           | 10.08               |
| 13        | 13           | "End of the Tunnel"                    | O Fim do Túnel            | Sanford Bookstaver     | Paul Scheuring             | 28 de novembro de 2005 | 1AKJ12           | 12.18               |
| 14        | 14           | "The Rat"                              | O Rato                    | Kevin Hooks            | Matt Olmstead              | 20 de março de 2006    | 1AKJ13           | 9.28                |
| 15        | 15           | "By the Skin and the Teeth"            | O Adiamento               | Fred Gerber            | Nick Santora               | 27 de março de 2006    | 1AKJ14           | 10.07               |
| 16        | 16           | "Brother's Keeper"                     | O Guardião do Irmão       | Greg Yaitanes          | Zack Estrin                | 3 de abril de 2006     | 1AKJ15           | 8.10                |
| 17        | 17           | "J-Cat"                                | O Surto                   | Guy Ferland            | Karyn Usher                | 10 de abril de 2006    | 1AKJ16           | 8.12                |
| 18        | 18           | "Bluff"                                | O Blefe                   | Jace Alexander         | Nick Santora & Karyn Usher | 17 de abril de 2006    | 1AKJ17           | 8.18                |
| 19        | 19           | "The Key"                              | A Chave                   | Sergio Mimica-Gezzan   | ASD                        | 24 de abril de 2006    | 1AKJ18           | 8.63                |
| 20        | 20           | "Tonight"                              | A Segunda Fuga            | Bobby Roth             | Zack Estrin                | 1 de maio de 2006      | 1AKJ19           | 8.54                |
| 21        | 21           | "Go"                                   | A Noite da Fuga           | Dean White             | Matt Olmstead              | 8 de maio de 2006      | 1AKJ20           | 9.13                |
| 22        | 22           | "Flight"                               | A Reta Final              | Kevin Hooks            | Paul Scheuring             | 15 de maio de 2006     | 1AKJ21           | 10.24               |

## 2ª Temporada: 2006-2007
A segunda temporada consiste em um total de 22 episódios que foram transmitidos entre 21 de agosto de 2006 e 2 de abril de 2007. Segue imediatamente  a fuga da primeira temporada. Um novo personagem principal foi introduzido, o agente do FBI Alexander Mahone, representado por William Fichtner. A primeira metade da temporada gira em torno da fuga, da jornada dos personagens até suas famílias, do dinheiro de Westmoreland e do plano de Michael de escapar do país. A segunda metade da temporada foca no enredo de conspiração montado na série. Em Portugal, a segunda temporada estreou no dia 6 de abril de 2007 e terminou no dia 10 de junho de 2007. No Brasil, foi transmitida entre os dias 7 de janeiro de 2007 e 11 de outubro de 2007, sendo os nove últimos episódios dublados.
| #  | #  | Título          | Título no Brasil     | Data de Exibição        | Audiência |
| -- | -- | --------------- | -------------------- | ----------------------- | --------- |
| 23 | 1  | Manhunt         | Caçada Humana        | 21 de agosto de 2006    | 9.37      |
| 24 | 2  | Otis            | Tentativa de Resgate | 28 de agosto de 2006    | 9.44      |
| 25 | 3  | Scan            | Perseguição          | 4 de setembro de 2006   | 9.29      |
| 26 | 4  | First Down      | Primeiro a Morrer    | 11 de setembro de 2006  | 8.96      |
| 27 | 5  | Map 1213        | Mapa 1213            | 18 de setembro de 2006  | 9.55      |
| 28 | 6  | Subdivision     | Subdivisão           | 25 de setembro de 2006  | 8.41      |
| 29 | 7  | Buried          | Enterrado            | 2 de outubro de 2006    | 8.99      |
| 30 | 8  | Dead Fall       | Armadilha Mortal     | 23 de outubro de 2006   | 8.53      |
| 31 | 9  | Unearthed       | Desenterrado         | 30 de outubro de 2006   | 8.94      |
| 32 | 10 | Rendezvous      | Ponto de Encontro    | 6 de novembro de 2006   | 8.63      |
| 33 | 11 | Bolshoi Booze   | Bolshoi Booze        | 13 de novembro de 2006  | 9.21      |
| 34 | 12 | Disconnect      | Separação            | 20 de novembro de 2006  | 9.62      |
| 35 | 13 | The Killing Box | Encurralados         | 27 de novembro de 2006  | 9.62      |
| 36 | 14 | John Doe        | João Ninguém         | 22 de janeiro de 2007   | 9.86      |
| 37 | 15 | The Message     | A Mensagem           | 29 de janeiro de 2007   | 9.90      |
| 38 | 16 | Chicago         | Chicago              | 30 de janeiro de 2007   | 10.12     |
| 39 | 17 | Bad Blood       | Sangue Ruim          | 19 de fevereiro de 2007 | 9.55      |
| 40 | 18 | Wash            | O Acordo             | 26 de fevereiro de 2007 | 9.42      |
| 41 | 19 | Sweet Caroline  | Doce Caroline        | 5 de março de 2007      | 9.72      |
| 42 | 20 | Panama          | Panamá               | 19 de março de 2007     | 8.40      |
| 43 | 21 | Fin Del Camino  | Fim do Caminho       | 26 de março de 2007     | 8.24      |
| 44 | 22 | Sona            | A Volta              | 2 de abril de 2007      | 8.12      |

## 3ª Temporada: 2007-2008
A terceira temporada de Prison Break estreou em 17 de setembro de 2007 nos Estados Unidos. Os primeiros dezessete minutos do primeiro episódio foram colocados no site oficial em 24 de agosto de 2007. O criador da série Paul Scheuring comentou que a terceira temporada consiste na maioria do elenco original com novas contratações e que o tema é "redenção". A história continua a partir do fim da segunda temporada, quando a maioria dos personagens acabou parando no Panamá. Entretanto, a história de conspiração não teve fim, e o enredo é bem diferente assim como foi a primeira e a segunda temporada. A série ficou temporariamente paralisada devido à greve dos roteiristas americanos.
| #  | #  | Título              | Título no Brasil    | Data de Exibição        | Audiência |
| -- | -- | ------------------- | ------------------- | ----------------------- | --------- |
| 45 | 1  | Orientación         | Orientação          | 17 de setembro de 2007  | 7.51      |
| 46 | 2  | Fire/Water          | Fogo e Água         | 24 de setembro de 2007  | 7.41      |
| 47 | 3  | Call Waiting        | O Telefonema        | 1 de outubro de 2007    | 7.29      |
| 48 | 4  | Good Fences         | A Cerca             | 8 de outubro de 2007    | 7.35      |
| 49 | 5  | Interference        | Interferência       | 22 de outubro de 2007   | 7.44      |
| 50 | 6  | Photo Finish        | As Fotos            | 5 de novembro de 2007   | 7.69      |
| 51 | 7  | Vamonos             | A Fuga              | 5 de novembro de 2007   | 8.00      |
| 52 | 8  | Bang & Burn         | Tentativa de Fuga   | 12 de novembro de 2007  | 7.18      |
| 53 | 9  | Boxed In            | Tentativa Frustrada | 14 de janeiro de 2008   | 7.87      |
| 54 | 10 | Dirt Nap            | Por Um Fio          | 21 de janeiro de 2008   | 7.81      |
| 55 | 11 | Under and Out       | Fuga Noturna        | 4 de fevereiro de 2008  | 7.35      |
| 56 | 12 | Hell or High Water  | Inferno ou Alto-Mar | 11 de fevereiro de 2008 | 7.84      |
| 57 | 13 | The Art of the Deal | A Arte de Negociar  | 18 de fevereiro de 2008 | 7.40      |

## 4ª Temporada: 2008-2009
A quarta temporada de Prison Break estreou em 1 de setembro de 2008, terá 22 episódios e marca o retorno da personagem Sara Tancredi. Mostra o que acontece três semanas depois do fim da terceira temporada. A série teve início em Portugal no dia 1 de Janeiro na FOX e no dia 4 de Janeiro na RTP1. Na RTP1 já foi transmitida a primeira parte (os primeiros 16 episódios), tendo o último sido transmitido no passado dia 1 de Março. A segunda parte da série começou no dia 7 de Junho e série irá ter o seu final neste canal no dia 12 de Julho.
| #  | #  | Título                | Título no Brasil            | Data de Exibição       | Audiência |
| -- | -- | --------------------- | --------------------------- | ---------------------- | --------- |
| 58 | 1  | Scylla                | Scylla                      | 1 de setembro de 2008  | 6.53      |
| 59 | 2  | Breaking and Entering | A Invasão                   | 1 de setembro de 2008  | 6.53      |
| 60 | 3  | Shut Down             | A Busca Continua            | 8 de setembro de 2008  | 6.36      |
| 61 | 4  | Eagles and Angels     | Águias e Anjos              | 15 de setembro de 2008 | 5.78      |
| 62 | 5  | Safe and Sound        | Sã e Salva                  | 22 de setembro de 2008 | 5.84      |
| 63 | 6  | Blow Out              | O Erro                      | 29 de setembro de 2008 | 5.27      |
| 64 | 7  | Five the Hard Way     | O Quinto Cartão             | 6 de outubro de 2008   | 5.37      |
| 65 | 8  | The Price             | O Preço                     | 20 de outubro de 2008  | 5.45      |
| 66 | 9  | Greatness Achieved    | Resultado Inesperado        | 3 de novembro de 2008  | 5.23      |
| 67 | 10 | The Legend            | A Lenda                     | 10 de novembro de 2008 | 5.37      |
| 68 | 11 | Quiet Riot            | Rebelião Silenciosa         | 17 de novembro de 2008 | 5.51      |
| 69 | 12 | Selfless              | Altruísmo                   | 24 de novembro de 2008 | 5.24      |
| 70 | 13 | Deal or No Deal       | O Trato                     | 1 de dezembro de 2008  | 5.84      |
| 71 | 14 | Just Business         | Apenas Negócios             | 8 de dezembro de 2008  | 5.39      |
| 72 | 15 | Going Under           | Experiência de Vida e Morte | 15 de dezembro de 2008 | 5.36      |
| 73 | 16 | The Sunshine State    | O Estado Ensolarado         | 22 de dezembro de 2008 | 4.97      |
| 74 | 17 | The Mother Lode       | Traição                     | 17 de abril de 2009    | 3.33      |
| 75 | 18 | VS                    | VS                          | 24 de abril de 2009    | 3.06      |
| 76 | 19 | S.O.B.                | A Conferência               | 1 de maio de 2009      | 3.19      |
| 77 | 20 | Cowboys and Indians   | Mocinhos e Bandidos         | 8 de maio de 2009      | 2.99      |
| 78 | 21 | Rate of Exchange      | A Troca                     | 15 de maio de 2009     | 3.32      |
| 79 | 22 | Killing Your Number   | A Verdade Revelada          | 15 de maio de 2009     | 3.32      |

## O Resgate Final: 2009
"O Resgate Final (The Final Break)" na realidade corresponde aos episódios especiais de números 23 e, 24, que não entraram na cronologia da série.
O filme foi ao ar 27 de maio no Reino Unido no Sky1. Três países exibiram o filme em suas respectivas emissoras. "O Resgate Final" (The Final Break) foi lançado oficialmente em 21 de julho de 2009 nos Estados Unidos, simultaneamente nos formatos de DVD e Blu-ray, e foi lançado em 21 de outubro de 2009 no Brasil.
O filme conta o que aconteceu antes do intervalo de 4 anos mostrado no último episódio da 4ª temporada, explicando que a suposta morte de Michael Scofield não foi causada pela sua doença.
| #  | # | Título                 | Tradução                | Data de Exibição   |
| -- | - | ---------------------- | ----------------------- | ------------------ |
| 80 | 1 | The Old Ball and Chain | A Velha Esfera e Cadeia | 27 de maio de 2009 |
| 81 | 2 | Free                   | Livres                  | 27 de maio de 2009 |

## 5ª Temporada: 2017
Em 2015, o presidente executivo da FOX, Gary Newman, confirmou que a série retornaria em 2017 para novos episódios que se passariam após os acontecimentos do final da 4ª temporada e, também confirmaram o elenco original da série.
| #  | # | Título                | Título no Brasil        | Data de Exibição    | Audiência |
| -- | - | --------------------- | ----------------------- | ------------------- | --------- |
| 82 | 1 | Ogygia                | Ogygia                  | 04 de abril de 2017 | 10.5      |
| 83 | 2 | Kaniel Outis          | Kaniel Outis            | 11 de abril de 2017 | 9.52      |
| 84 | 3 | The Liar              | A Mentira               | 18 de abril de 2017 | 8.53      |
| 85 | 4 | The Prisoner's Dilemm | O Dilema do Prisioneiro | 25 de abril de 2017 | 9.20      |
| 86 | 5 | Contingency           | Contingência            | 02 de maio de 2017  | 6.43      |
| 87 | 6 | Phaeacia              | Fuga Pelo Deserto       | 09 de maio de 2017  | 6.58      |
| 88 | 7 | Wine-Dark Sea         | Mar Negro               | 16 de maio de 2017  | 4.66      |
| 89 | 8 | Progeny               | Descendência            | 23 de maio de 2017  | 5.33      |
| 90 | 9 | Behind the Eyes       | A Jogada Final          | 30 de maio de 2017  | 9.67      |

## Episódios Especiais
| Temporada | Título        | Narração               | Data de exibição nos EUA |
| --- | ------------- | ---------------------- | ------------------------ |
| "Behind the Walls" | Mark Thompson | 11 de outubro de 2005  |                          |
| Bastidores dos sete primeiros episódios, incluindo filmagens por trás das câmeras com o elenco. Informações sobre o programa e os personagens. |               |                        |                          |
| "The Road to Freedom" | John Leader   | 8 de janeiro de 2007   |                          |
| Foi ao ar após o décimo quarto episódio com uma previsão sobre os próximos episódios e entrevistas com Wentworth Miller, Dominic Purcell, Sarah Wayne Callies, William Fichtner, Wade Williams, Paul Adelstein, Robert Knepper e Silas Weir Mitchell. |               |                        |                          |
| "Access All Areas" | Amanda Byram  | 23 de setembro de 2007 |                          |
| Filmagens por trás das câmeras com todo o elenco, entrevistas e informações sobre os novos personagens. |               |                        |                          |